# 하얏트

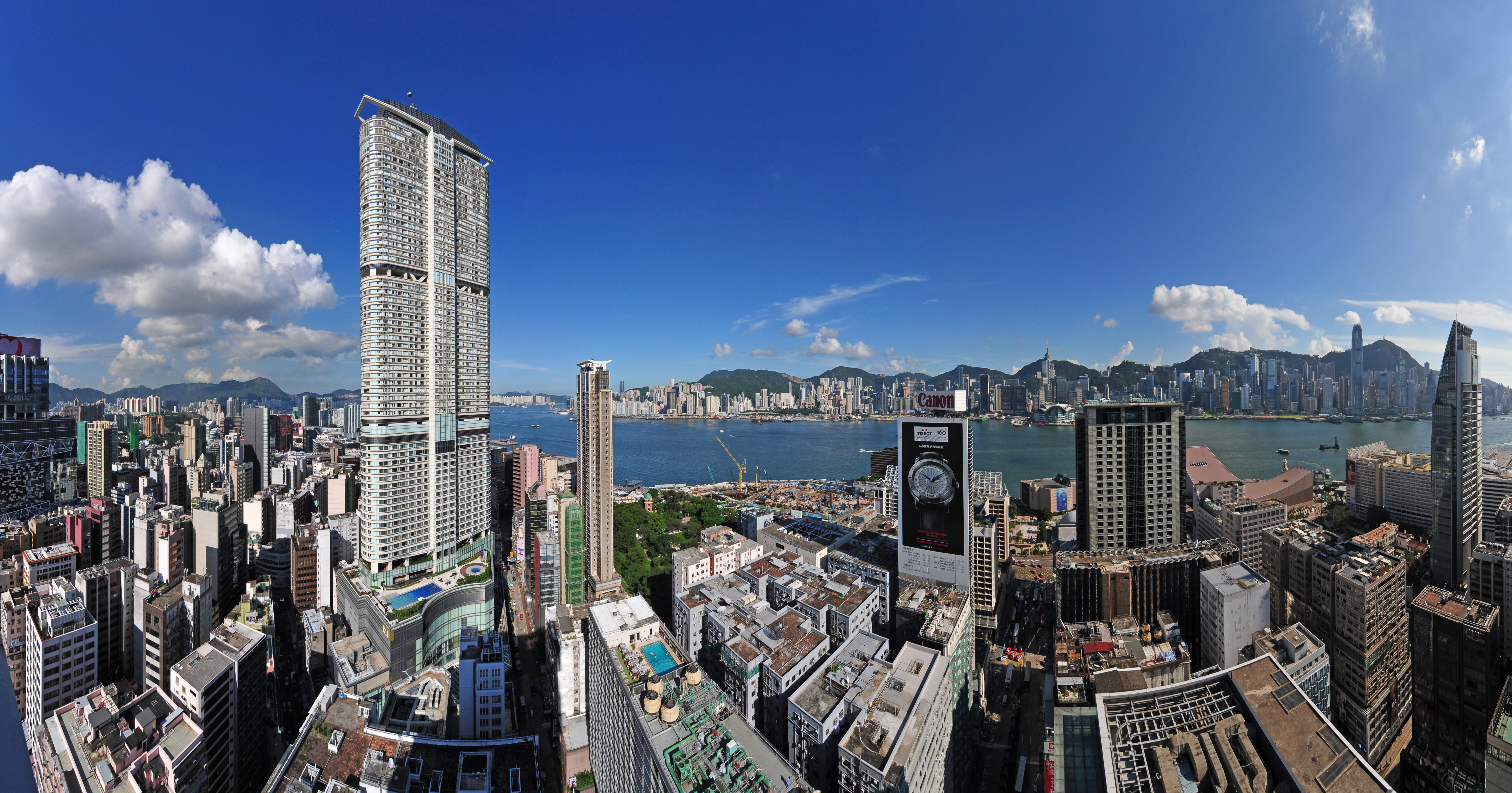
Hyatt Regency, Hongkong, Tsim Sha Tsui

하얏트(Hyatt 하이엇[*])는 미국에 본사를 둔 다국적 호텔 기업이다.

## 역사
1957년 9월 27일에 제이 프리츠커가 로스앤젤레스 국제공항 인근의 하얏트 하우스 모텔을 인수하면서 시작하였다. 2014년 12월 31일자 기준, 하얏트는 전 세계 46개국 587개 지점을 운영하고 있다.